# Зозульки Фукса
Зозул́ьки Фу́кса, пальчатокорі́нник Фу́кса (Dactylorhiza fuchsii, народна назва — буковець) — багаторічна трав'яниста рослина з 2-4-лопатевими бульбами. Належить до родини зозулинцевих (Orchidaceae).
Вид занесено до Червоної книги України (1996, 2009).
Росте в лісах, на узліссях, серед чагарників, на мохових болотах, вологих луках, лісових галявинах та схилах.
Використовують у народній медицині; добрий медонос.